# Bei-Buluk
Bei-Buluk (en rus: Бей-Булук) és un poble de la República de Khakàssia, a Rússia, que en el cens del 2010 tenia 114 habitants. Pertany al districte de Bograd.